# Jack Cardiff

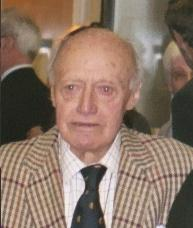
Jack Cardiff (2004)

Jack Cardiff (* 18. September 1914 in Great Yarmouth, Norfolk; † 22. April 2009 in London) war ein britischer Kameramann und Filmregisseur. Er gilt als einer der bedeutendsten Kameramänner der Filmgeschichte, besonders wegen seiner Pionierarbeit in der Anwendung des Technicolor-Verfahrens. Als Regisseur drehte er mit Söhne und Liebhaber (1960) einen der stilbildenden Filme der British New Wave.

## Leben
Jack Cardiff wurde in eine Schauspielerfamilie hineingeboren. Seine Eltern waren Tourneeschauspieler und Cardiff verbrachte seine frühe Kindheit buchstäblich in den Garderoben und auf den Bühnen englischer Provinztheater. Seine Eltern arbeiteten auch als Statisten beim Film und verschafften Jack als Kinderdarsteller seine ersten Filmrollen. Als er die Schule beendet hatte, ging er zurück zum Film, zunächst als „Mädchen für alles“ und Laufbote. Er interessierte sich besonders für die Kameraarbeit, weil er hoffte, so an viele exotische Orte reisen zu können.
1936 war er einer der ersten Auszubildenden bei Technicolor. Bald nannte man ihn „Jack O’Lantern“ (der englische Spitzname für einen beleuchteten Halloween-Kürbis) wegen seiner Akribie bei der Beleuchtung der Filmsets. 1937 war er Kameramann bei Wings of the Morning, dem ersten in Technicolor gedrehten Film in England. In den 1940er Jahren wurde er zum ersten Kameramann der Rank Film Organization, für die er in Schwarz-Weiß- und Farbfilm-Produktionen, wie z. B. Caesar und Cleopatra (1945) und Irrtum im Jenseits (1946) arbeitete.
Cardiff war bald ein gesuchter Fachmann für Farbfilme und drehte einige der bedeutendsten Technicolor-Filme, so unter anderem John Hustons African Queen (1951), Joseph L. Mankiewicz’ Die barfüßige Gräfin (1954) und Michael Powells und Emeric Pressburgers Die schwarze Narzisse (1947) und Die roten Schuhe (1948). Die Regisseure schätzten die Brillanz seiner Farben und seine sehr überlegte und effektvolle Beleuchtungsarbeit.
Nach den Erfahrungen als Kameramann bei großen Regisseuren fühlte Cardiff sich reif, selbst eine Karriere als Regisseur zu beginnen, seine Regiedebüt The Story of William Tell blieb allerdings unvollendet. Sein erster bedeutender Film als Regisseur wurde der Thriller Intent to Kill (1958). Söhne und Liebhaber von 1960 wurde ein großer Kritiker- und Kassenerfolg und gilt heute als einer der stilbildenden Filme der British New Wave. Cardiff wurde als Regisseur für den Oscar nominiert und gewann einen Golden Globe Award, Freddie Francis erhielt den Preis für die Kameraarbeit.
Insgesamt führte Cardiff in 15 sehr unterschiedlichen Produktionen Regie, von denen die meisten künstlerisch enttäuschten. Er kehrte in den 1970er-Jahren zu seiner Arbeit als Kameramann zurück, für die er insgesamt fünfmal für den Oscar nominiert wurde, und blieb als Kameramann bis 2007 aktiv.
2000 wurde er von Königin Elisabeth II. mit dem OBE ausgezeichnet. 2001 erhielt er einen Ehrenoscar.

## Stil
Die Bedeutung des Lichtes war Cardiff durch seine lebenslange Begeisterung für die Malerei bewusst geworden: „Die Hollywood-Kameramänner benutzten eine Menge Hintergrundbeleuchtung, weil dadurch alles klarer konturiert erscheint und glamouröser. Diese Hintergrundbeleuchtung gelang mir auch, weil ich mich auf das verließ, was ich von den Gemälden gelernt hatte: Einfachheit des Lichts. Gemälde bewegen sich nicht, da ist es einfach einen Lichteffekt zu erzeugen, und beim Film, wo Schauspieler aufstehen und durch den Raum gehen, musste man aufpassen. Aber ich hatte begriffen und glaube immer noch daran, dass man bei einer einfachen Beleuchtung bleiben muss.“
Mitunter nahm sich Cardiff bestimmte Maler für bestimmte Filme zum Vorbild, so etwa Vincent van Goghs kräftige Farbwerte und Kontraste für Die roten Schuhe. Auch von den Impressionisten übernahm Cardiff konkrete Ideen: „Wenn jemand auf dem Gras sitzt, lassen sie grünes Licht auf seinem Gesicht widerscheinen. Also benutze ich manchmal raffinierte grüne Filter. […] Ich benutzte feine blaue Filter, wenn es kalt sein sollte, und so benutzte ich ihre Methoden, um die Farbe zu verstärken. Ich hatte immer mit den Leuten von Technicolor zu kämpfen, weil sie ’vollständigen Realismus’ wollten, was immer das sein sollte.“

## Filmografie (Auswahl)
Als Kameramann
- 1935: Der Untergang von Pompeji (The Last Days of Pompeii)
- 1937: Zigeunerprinzessin (Wings of the Morning)
- 1939: Vier Federn (The Four Feathers)
- 1942: Der große Händel (The Great Mr. Handel)
- 1945: Caesar und Cleopatra (Caesar and Cleopatra)
- 1946: Irrtum im Jenseits (A Matter of Life and Death)
- 1947: Die schwarze Narzisse (Black Narcissus)
- 1948: Die roten Schuhe (The Red Shoes)
- 1948: Scotts letzte Fahrt (Scott of the Antarctic)
- 1949: Sklavin des Herzens (Under Capricorn)
- 1950: Die schwarze Rose (The Black Rose)
- 1951: Pandora und der Fliegende Holländer (Pandora and the Flying Dutchman)
- 1951: Der wunderbare Flimmerkasten (The Magic Box)
- 1951: African Queen (The African Queen)
- 1953: Der Freibeuter (The Master of Ballantrae)
- 1954: Gekreuzte Klingen (Il maestro di Don Giovanni)
- 1954: Die barfüßige Gräfin (The Barefoot Contessa)
- 1956: Krieg und Frieden (War and Peace)
- 1957: Roter Staub (The Brave One)
- 1957: Der Prinz und die Tänzerin (The Prince and the Showgirl)
- 1957: Die Stadt der Verlorenen (Legend of the Lost)
- 1958: Die Wikinger (The Vikings)
- 1961: Fanny
- 1975: Mein wildes Pony (Ride a Wild Pony)
- 1977: Der Prinz und der Bettler (Crossed Swords)
- 1978: Tod auf dem Nil (Death on the Nile)
- 1979: Das Geheimnis der eisernen Maske (The 5th Musketeer)
- 1979: Dollarrausch (A Man, a Woman and a Bank)
- 1980: Das Erwachen der Sphinx (The Awakening)
- 1981: Die Hunde des Krieges (The Dogs of War)
- 1981: Zurück bleibt die Angst (Ghost Story)
- 1984: Palast der Winde (The Far Pavilions)
- 1984: Die letzten Tage von Pompeji (The Last Days of Pompeii)
- 1984: Conan der Zerstörer (Conan the Destroyer)
- 1985: Katzenauge (Cat’s Eye)
- 1985: Rambo 2 – Der Auftrag (Rambo: First Blood II)
- 1986: Tai-Pan

Als Regisseur
- 1953: The Story of William Tell (unvollendet)
- 1958: Intent to Kill
- 1959: Hinter diesen Mauern (Beyond this Place)
- 1960: Scent of Mystery
- 1960: Söhne und Liebhaber (Sons and Lovers)
- 1962: Meine Geisha (My Geisha)
- 1962: Patricia und der Löwe (The Lion)
- 1964: Raubzug der Wikinger (The Long Ships)
- 1965: Cassidy, der Rebell (Young Cassidy)
- 1965: L – Der Lautlose (The Liquidator)
- 1968: Katanga (The Mercenaries)
- 1968: Nackt unter Leder (Girl on a Motorcycle)
- 1973: Penny Gold
- 1974: Das Labor des Grauens – The Freakmaker (The Mutations)

## Auszeichnungen
Als Kameramann
- 1947: Die schwarze Narzisse (Black Narcissus): Golden Globe, Oscar
- 1956: Krieg und Frieden (War and Peace): British Society of Cinematographers-Award, Oscar-Nominierung
- 1961: Fanny: Laurel Award, Oscar-Nominierung
- 1984: Palast der Winde (The Far Pavilions): BAFTA-Nominierung
- 1994: Preis der American Society of Cinematographers für das Lebenswerk, Preis der British Society of Cinematographers für das Lebenswerk
- 1997: London Critics Circle Film Award für das Lebenswerk
- 2001: Ehrenoscar

Als Regisseur
- 1960: Söhne und Liebhaber (Sons and Lovers): Wettbewerbsfilm des Filmfestivals in Cannes, Directors-Guild-of-America-Award-Nominierung, Golden Globe Award, National-Board-of-Review-Award, New York Film Critics Circle Award, Oscar-Nominierung